# Interzone (album)
Interzone je studiové album amerického skladatele a saxofonisty Johna Zorna, vydané 23. listopadu 2010 u Tzadik Records.

## Seznam skladeb
Všechny skladby složil John Zorn.
| Pořadí | Název       | Délka |
| ------ | ----------- | ----- |
| 1.     | Interzone 1 | 15:20 |
| 2.     | Interzone 2 | 27:37 |
| 3.     | Interzone 3 | 11:21 |

## Sestava
- John Zorn – saxofon
- Marc Ribot – kytara, banjo, sintir, cümbüş
- Kenny Wollesen – bicí, vibrafon, zvonkohra, tympány, , perkuse
- Ikue Mori – elektronika
- Cyro Baptista – perkuse
- John Medeski – klávesy
- Trevor Dunn